# Антиох VIII Грип
Антио́х VIII Грип (полное имя — Антиох Епифан Филометор Каллиник; умер в 96 до н. э.) — царь Сирии (c 125 до н. э.) из династии Селевкидов.

## Биография
Антиох VIII Грип — сын Деметрия II Никатора и Клеопатры Теи, брат Селевка V Филометора, двоюродный (и одновременно сводный) брат Антиоха IX Кизикского. Прозвище «Грип» означает «горбоносый», также имел прозвище «Филометор» («любящий мать»).
Антиох (либо его двоюродный брат Антиох IX Кизикский), возможно, был коронован своей матерью Клеопатрой Теей после смерти Антиоха VII Сидета под именем Антиох Эпифан, и недолго находился у власти до возвращения Деметрия II на престол в 129 году до н. э. Антиох Эпифан (о его существовании известно из найденных монет) был свергнут с престола (но не убит), когда Деметрий II второй раз занял престол.
Антиох был коронован в подростковом возрасте после убийства Клеопатрой Теей его старшего брата Селевка V, правившего вместе с ней. После победы в 123 году до н. э. над узурпатором Александром II Забиной Клеопатра Тея в 121 году до н. э. пыталась убить Антиоха, преподнеся ему отравленное вино, которое подозрительный Антиох насильно заставил выпить саму Клеопатру Тею, после чего она умерла. Эта история могла быть инспирирована тем фактом, что Антиох интересовался токсикологией. Некоторые из сочинений о ядовитых травах, автором которых считается лично Антиох, цитировались известным римским врачом Галеном.
С этого времени в стране наступило несколько лет спокойствия. Государство Селевкидов уже не было той мощной державой, какой оно было ранее, и занимало небольшую территорию, ограниченную с севера горами Тавра, с востока — рекой Евфрат, а с юга — Палестиной (где в 142 году до н. э. хасмонеи добились независимости от Селевкидов). Никто не собирался возвращать бывший территории, страна была истощена постоянными войнами и грабежами. Антиох известен своими роскошными банкетами, приводившими к дополнительным расходам для небогатой казны.
В 124 году до н. э. Антиох женился на принцессе Трифаене из рода Птолемеев.
В 116 году до н. э. его двоюродный брат Антиох IX Кизикский вернулся из ссылки и начал гражданскую войну за трон. Супруга Антиоха IX Клеопатра была сестрой Трифаены. Когда Антиох разбил брата и захватил Клеопатру в плен, то по приказу Трифаены она в 112 году до н. э. была убита в храме Дафны около Антиохии. Когда Антиох IX одержал победу и захватил Трифаену, то он убил её из мести около 111 года до н. э. После оба брата разделили Сирию между собой и правили раздельно: Антиох IX в Келесирии и Финикии, а его брат управлял остальной территорией. В 105 году до н. э. началась новая распря между ними, продолжавшаяся до 96 года до н. э. В этом году Антиох был убит своим советником Гераклеоном.
Пятеро сыновей Антиоха (Селевк VI Эпифан, Антиох XI Филадельф, Филипп I Филадельф, Деметрий III Эвкер и Антиох XII Дионис) позже становились царями в государстве Селевкидов и участвовали в гражданской войне, что стало одной из причин прекращения династии. Дочь Антиоха Лаодика VII Тея вышла замуж за царя Коммагены Митридата I Каллиника при заключении мира между Коммагеном и Селевкидами. Их сын стал царём Коммагены под именем Антиоха I Теоса.

## В культуре
Антиох стал персонажем трагедии Пьера Корнеля «Родогуна» (1644).